# Miloslav Mansfeld
Generálmajor Miloslav Jan Mansfeld (14. prosince 1912 Dalovice – 22. října 1991 Londýn, Spojené království) byl československý pilot, který během 2. světové války létal v Royal Air Force. Za svoji službu obdržel vysoká čs. a britská vojenská vyznamenání. Patřil mezi nejúspěšnější čs. letecká esa v RAF, když sestřelil 10 nepřátelských letadel (8,333 podle britských norem).

## Před válkou
Miloslav Mansfeld se narodil v Dalovicích u Mladé Boleslavi roku 1912 v rodině vojáka. Vyučil se automechanikem, ale v roce 1930 nastoupil do Vojenského leteckého učiliště v Prostějově, poté sloužil u pozorovací letky. Roku 1934 se rekvalifikoval na stíhače v Prostějově a poté na nočního pilota v Praze-Kbelích. V roce 1939 uprchl z Protektorátu Čechy a Morava do Polska, odkud odplul do Francie, aby nastoupil službu v Cizinecké legii v Sidi-bel-Abbès.

## Za války
Po vypuknutí války byl Mansfeld uvolněn k nástupu do L'Armée de l'Air. Prodělal přeškolení na bombardovací Bloch MB.200 a MB.210 v Châteauroux a v severní Africe. Po zhroucení Francie odplul lodí Neuralia do Liverpoolu. 25. července 1940 byl přijat do RAF v hodnosti Sergeant a 21. září 1940 zahájil přeškolení na stíhací Hurricany u 6. OTU v Sutton Bridge.

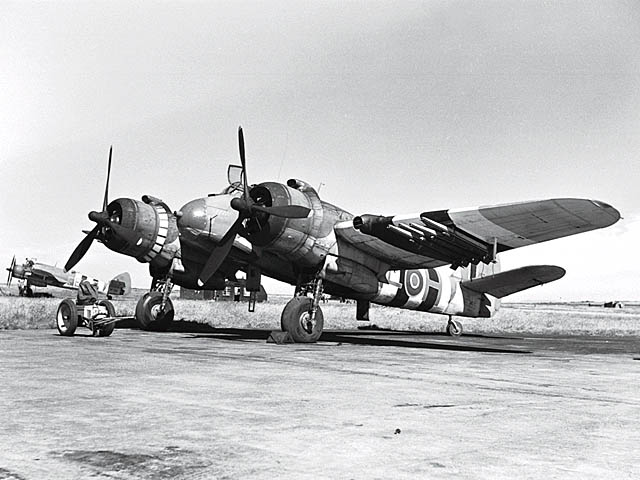
Bristol Beaufighter

Bitvu o Británii prožil u 111. stíhací perutě. Nad Skotskem sestřelil společně s P/O Peterem J. Simpsonem a Sgt. Otmarem Kučerou Heinkel He 111 a druhý poškodil. V době noční letecké ofenzívy Luftwaffe se pak přihlásil k nočním stíhačům. 22. dubna 1941 odešel od 111. peruti do 54. OTU v Church Fentonu, kde vytvořil osádku s radarovým operátorem Stg. Slavomilem Janáčkem. Společně 18. července 1941 nastoupili k 68. noční stíhací peruti. U této jednotky se vystřídala řada čs. posádek. Mansfeld zde létal na dvoumístných strojích Bristol Beaufighter a De Havilland Mosquito, sestřelil 9 letadel a 2 bezpilotní střely V-1. Od roku 1943 velel v rámci 68. peruti letce A, která byla prohlášena za československou. Válku ukončil v hodnosti squadron leadera. Nalétal 489 operačních hodin, z toho 386 v noci.

### Vzdušná vítězství

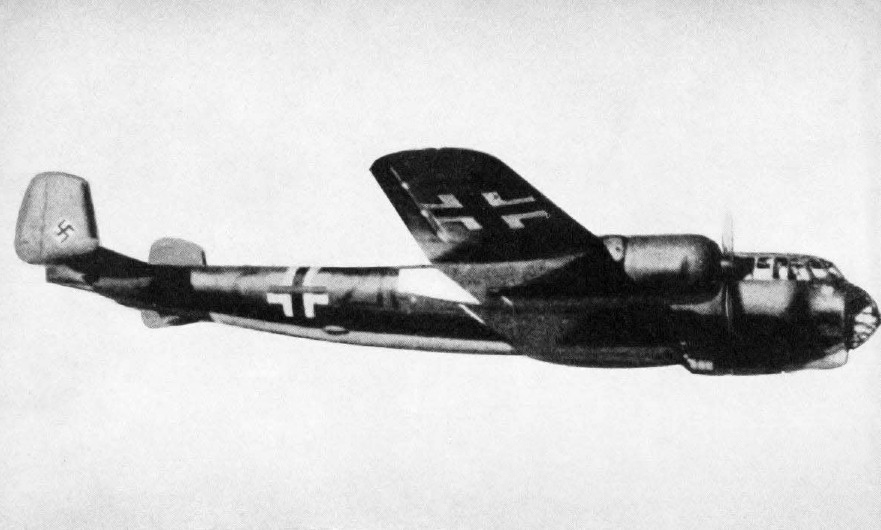
Dornier Do 217

13. 11. 1940, 111. peruť, 1 Heinkel He 111 ve spolupráci nad Severním mořem V od Skotska (sestřelen).
27. 1. 1941, 111. peruť, 1 He 111 nad Skotskem (poškozen).
Noc z 12. na 13. 10. 1941, 68. peruť, 2 He 111 nad Irským mořem (sestřeleny).
Noc z 30. 4. na 1. 5. 1941, 68. peruť, 2 He 111 nad Severním mořem, 1 Dornier Do 217 ve spolupráci se S/Ldr Veselým (sestřeleny).
Noc z 10. na 11. 12. 1942, 68. peruť, 1 Do 217 nad Severním mořem (sestřelen).
Noc z 18. na 16. 3. 1943, 68. peruť, 1 Junkers Ju 88 nad Severním mořem (sestřelen).
Noc z 14. na 15. 5. 1944, 68. peruť, 2 Do 217 nad Severním mořem (sestřeleny).
27. 7. 1944, 68. peruť, 1 V-1 nad Anglií (sestřelena).
24. 10. 1944, 68. peruť, 1 V-1 nad Severním mořem (sestřelena).

## Po válce

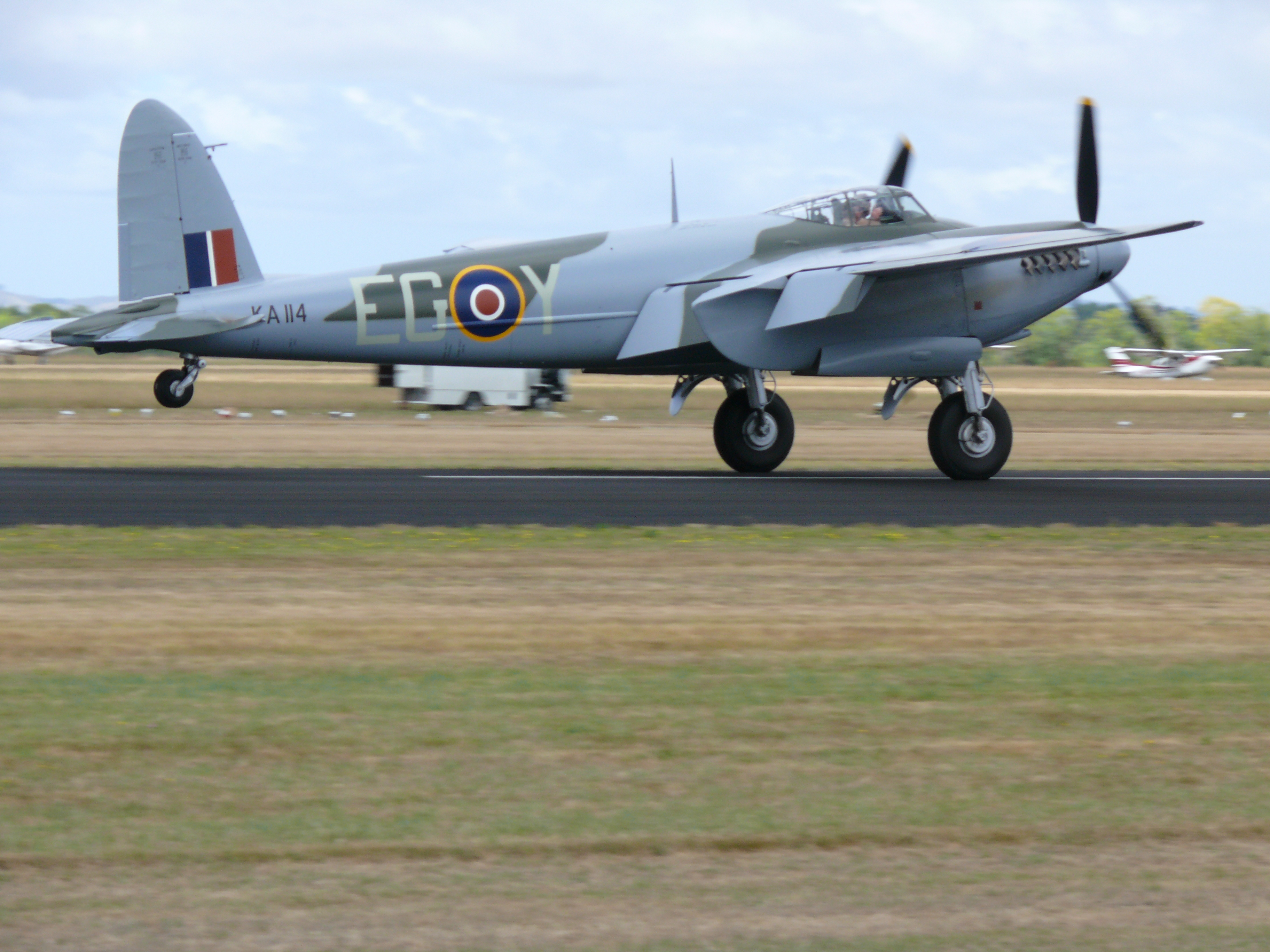
De Havilland Mosquito

Po návratu do ČSR sloužil M. Mansfeld na MNO v Praze a poté jako velitel letky 24. bombardovacího pluku v Plzni. V důsledku komunistické perzekuce po roce 1948 odešel opět do Velké Británie, kde v rámci RAF létal s mosquity i s proudovými letouny Gloster Meteor. Roku 1958 odešel do výslužby, do roku 1970 pracoval v manažerské funkci v tiskovém koncernu. V roce 1991 byl mimořádně povýšen na generálmajora.

## Vyznamenání
- |  |  |  |  Československý válečný kříž (udělen 5x)
- |  |  |  Medaile Za chrabrost (udělena 4x)
- Československá medaile Za chrabrost před nepřítelem, udělena popáté
- Československá vojenská medaile za zásluhy, I. stupeň
- Pamětní medaile československé armády v zahraničí , se štítky F a VB
- Československý vojenský řád Za svobodu II. stupně
- Řád bratrství a jednoty (Jugoslávie) II. třídy
- Řád za vynikající službu (Spojené království)
- Záslužný letecký kříž (Spojené království)
- Air Force Cross (Spojené království)
- Hvězda 1939–1945 with Battle of Britain Clasp (Spojené království)
- Aircrew Europe Star with Atlantic Clasp (Spojené království)
- Defence Medal (Spojené království)
- War Medal (Spojené království)[3]